# Eric Trolle
Eric Birger Trolle, född 23 september 1863 i Hyby församling, Malmöhus län, död 21 april 1934 i Hovförsamlingen, Stockholm stad, var en svensk diplomat, ämbetsman och politiker. Han blev kabinettssekreterare 1903–1905, utrikesminister 1905–1909, landshövding i Östergötlands län 1912–1930 och riksmarskalk från 1930.

## Familj
Eric Trolle tillhörde en av Sveriges äldsta frälsesläkter och var son till godsägaren och politikern Carl Axel Trolle (1810–1879) och dennes hustru Ebba Carolina Eva Maria Charlotta Toll (1824–1900). Han var bror till politikerna Nils Trolle och Carl Axel Trolle. Eric Trolles hustru Alice, född Gyldenstolpe (1872–1953) utförde under första världskriget 1915–1918 ett arbete för krigsfångar och sårade och därefter för nödlidande barn i Tyskland, Österrike och Ryssland samt för Östergötlands barn. Han var far till Erik Trolle.

## Offentlig karriär
Trolle tog kansliexamen vid Lunds universitet 1886 och kom i diplomattjänst samma år. År 1894 blev han förste sekreterare i UD och kammarherre. År 1897 blev han legationssekreterare och 1900 legationsråd i Berlin. Åren 1903–05 var han kabinettssekreterare och samma år envoyé i Köpenhamn.
Den 17 november 1905 blev Trolle utrikesminister i Karl Staaffs första ministär, men han avgick den 16 maj 1906 i protest mot Staaffs politik mot första kammaren tillsammans med krigsministern Lars Tingsten. Därmed uppstod en politisk kris, som resulterade i ministärens avgång. Trolle blev därefter utrikesminister i Arvid Lindmans första ministär, men avgick den 17 mars 1909 tillsammans med Alfred Petersson i Påboda och Gustaf Roos på grund av meningsskiljaktigheter angående tolkningen av § 46 i riksdagsordningen.
Mellan 1909 och 1912 var Trolle åter i diplomattjänst, bland annat som envoyé i Berlin, München, Dresden och Karlsruhe. Återkommen till Sverige blev han landshövding i Östergötlands län och ordförande i länets hushållningssällskap 1912–34. Icke desto mindre anlitades Trolle ibland för viktiga utrikes- och handelspolitiska förhandlingar; bland annat deltog han sommaren 1915 i förhandlingarna med brittiska delegerade och var 1915–19 ordförande i Statens handelskommission.
Trolle blev 1915 ledamot av Kungliga Skogs- och Lantbruksakademien och 1920 ordförande i styrelsen för Östergötlands enskilda bank.

## Utmärkelser

### Svenska utmärkelser
- Riddare och kommendör av Kungl. Maj:ts orden, 16 juni 1908.[4]
- Konung Oscar II:s och Drottning Sofias guldbröllopsminnestecken, 1907.[5]
- Konung Oscar II:s jubileumsminnestecken, 1897.[5]
- Konung Gustaf V:s jubileumsminnestecken med anledning av 70-årsdagen, 1928.[6]
- Kommendör med stora korset av Vasaorden, 23 september 1922.[7]
- Riddare av Carl XIII:s orden, 28 januari 1919.[8]
- Riddare av Johanniterorden i Sverige, tidigast 1928 och senast 1931.[6][9]

### Utländska utmärkelser
- Riddare av Badiska Husorden Fidelitas, tidigast 1910 och senast 1915.[10][11]
- Storkorset med briljanter av Danska Dannebrogorden, senast 1910.[10]
- Storkorset av Franska Hederslegionen, senast 1910.[10]
- Första klassen av Kinesiska Dubbla drakorden, senast 1910.[10]
- Storkorset av Nederländska Oranienhusorden, tidigast 1928 och senast 1931.[6][9]
- Storkorset av Portugisiska Obefläckade avlelsens orden, senast 1910.[10]
- Riddare av första klassen med krona av Preussiska Röda örns orden, senast 1910.[10]
- Riddare av Ryska Sankt Alexander Nevskij-orden, 16/29 april 1908 (g.s./n.s.).[12][10]
- Storkorset av Serbiska Vita örns orden, senast 1910.[10]
- Storkorset av Spanska Isabella den katolskas orden, senast 1910.[10]
- Storkorset av Brittiska Victoriaorden, senast 1910.[10]
- Första klassen av Osmanska rikets Osmanié-orden, senast 1910.[10]
- Storkorset av Ungerska Sankt Stefansorden, 1908.[13][10]
- Kommendör av första klassen av Mecklenburgska Griporden, senast 1910.[10]
- Riddare av andra klassen med kraschan av Preussiska Kronorden, senast 1910.[10]
- Kommendör av Rumänska kronorden, senast 1910.[10]
- Kommendör av andra klassen av Sachsiska Albrektsorden, senast 1910.[10]
- Officer av Belgiska Leopoldsorden, senast 1910.[10]
- Officer av Italienska Sankt Mauritius- och Lazarusorden, senast 1910.[10]
- Riddare av första klassen av Norska Sankt Olavs orden, senast 1910.[10]
- Riddare av Spanska Karl III:s orden, senast 1910.[10]
- Fjärde klassen av Thailändska kronorden, senast 1910.[10]